# Reeler-Maus
Die Reeler-Maus (englisch to reel ‚schwanken, taumeln‘) ist eine spontan auftretende Mutation der Hausmaus und wurde erstmals 1951 beschrieben. Sie ist charakterisiert durch eine typisch schwankende Gangart, Tremor und Ataxie (generelle Defizite bei Balance und motorischer Koordination) (Medium:Reeler.ogv).
Es gibt verschiedene Varianten (Allele) der Reeler-Mutation in verschiedenen Mausstämmen. Grundsätzlich fehlt allen Reeler-Mäusen jedoch ein intaktes Gen für die Bildung bzw. Sekretion des extrazellulären Glykoproteins Reelin. Reelin spielt eine besondere Rolle in der frühen embryonalen und postnatalen Entwicklung des Gehirns. Daher wird die Reeler-Maus vor allem in der Neurobiologie als Modell für Groß- und Kleinhirnentwicklung studiert.
Ein ähnlicher Gendefekt beim Menschen verursacht das Krankheitsbild Lissenzephalie, eine Störung der neuronalen Migration, die zur Degeneration des kindlichen Gehirns führt. Unter Fachleuten häufig strittig diskutiert, gilt die Reeler-Maus auch als Modell für bestimmte Aspekte anderer neuronaler Erkrankungen wie Schizophrenie, Epilepsie oder Alzheimer-Krankheit.

## Das Reeler-Gehirn

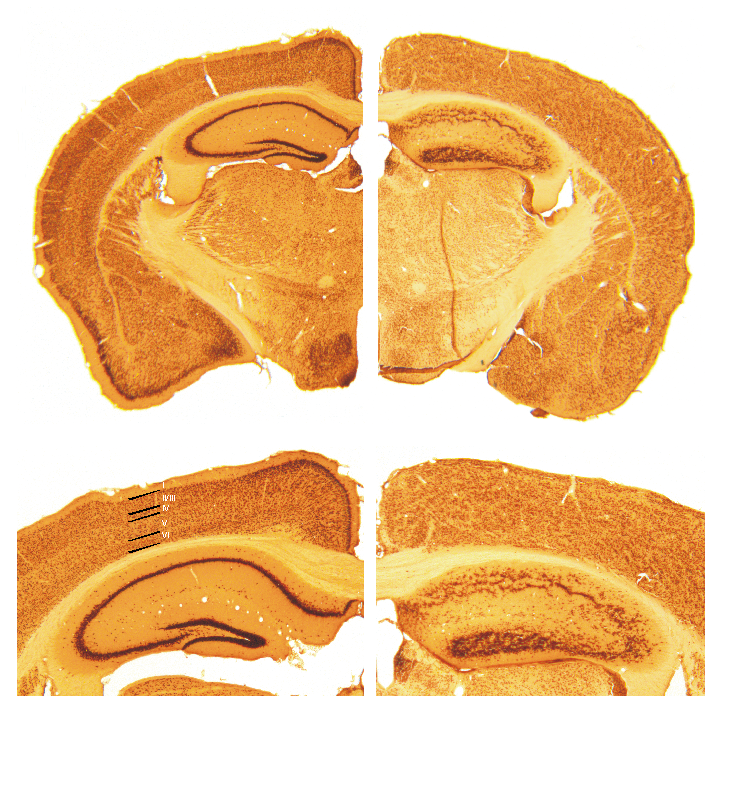
Normales und Reeler-Hirn

Das Gehirn von Reeler-Mäusen unterscheidet sich makroskopisch und mikroskopisch bedeutend von dem normaler Mäuse. Das Kleinhirn ist deutlich in seiner Größe reduziert (ca. −30 %) und zeigt bei mikroskopischer Betrachtung nicht die typische Laminierung in unterschiedliche Zellschichten. Die Großhirnrinde (lat. Cortex) und der Hippocampus sind ebenfalls stark in ihrer zellulären Architektur verändert. Während im normalen Gehirn der Cortex üblicherweise in sechs Schichten unterteilt werden kann, schien es anfangs so, als sei diese Schichtung bei Reeler-Mäusen völlig aufgehoben.
Es wurde jedoch gezeigt, dass die kortikale Schichtung bei der Reeler-Maus keinesfalls komplett aufgehoben ist, sondern dass sie vielmehr auf dem Kopf steht. D. h. Nervenzellen, die normalerweise in den tiefen Schichten des Cortex liegen, finden sich in der Reeler-Maus weiter in Richtung Hirnoberfläche und umgekehrt. Dieses Phänomen steht in direktem Zusammenhang mit der Funktion des „Reelin“-Proteins während der embryonalen Entwicklung. Obwohl über den genauen Modus in Fachkreisen noch gestritten wird, ist allgemein anerkannt, dass Reelin als Signalmolekül die Wanderung von Neuronen während der Entwicklung des Gehirns beeinflusst. Die Abwesenheit von Reelin im Hirn der Reeler-Maus führt daher zu gestörter neuronaler Migration.

## Entwicklung des Reeler-Cortex
Neokortikale Neurone gehen aus Vorläuferzellen einer teilungsaktiven Zone hervor – der sogenannten Ventrikularzone – die sich nahe der lateralen Hirnventrikel befindet. Die erste Struktur die gebildet wird, ist die sogenannte „Preplate“, eine dichte Zellschicht aus Reelin-produzierenden Cajal-Retzius-Zellen und daran anliegenden „subplate“-Zellen. Neu gebildete Neurone aus der Ventrikularzone wandern in die Preplate ein und spalten diese in eine obere und eine untere Schicht. Jede neue gebildete Generation von Neuronen durchwandert ihre Vorläuferschicht, bis sie den oberen Teil der früheren Preplate erreicht. Die Schichten, die sich weiter oberflächlich im erwachsenen Kortex befinden, werden daher später angelegt als tieferliegende Schichten. Man spricht deshalb davon, die Schichtung des Kortex entwickle sich in einem „Innen zuerst, außen zuletzt“-Modus.
In der Reeler-Maus ist dieser Mechanismus der kortikalen Entwicklung gestört. Neu gebildete Neurone in Reeler-Mutanten sind unfähig in die „Preplate“ einzuwandern und diese zu spalten und sammeln sich deshalb schrittweise unterhalb der zuerst gebildeten Preplate, wodurch der „Innen zuerst, außen zuletzt“-Modus der Kortexschichtung letztlich umgekehrt wird.